# Helena Rosendahl Bach
Pour les articles homonymes, voir Bach (homonymie).
Helena Rosendahl Bach ou Helena Bach, née le 12 juin 2000 à Holstebro, est une nageuse danoise spécialisée en papillon.

## Biographie
Helena Rosendahl Bach commence la natation vers l'âge de 6 ans puis participe à des competitions dès 9 ans.
En 2020, elle participe aux jeux olympiques d’été de Tokyo.
En 2024, elle décroche la médaille d'argent sur 200 m papillon aux championnats du monde et la médaille d'or sur la même discipline aux championnats d’Europe.